# Poiana Sibiului
Poiana Sibiului (in ungherese Polyán, in tedesco Flussau) è un comune della Romania di 2661 abitanti, ubicato nel distretto di Sibiu, nella regione storica della Transilvania. 
Di una certa importanza è la chiesa lignea dei SS. Arcangeli, costruita nel 1766.